# ميخائيل نيلسن
ميخائيل نيلسن (بالإنجليزية: Michael A. Nielsen)‏ هو فيزيائي أسترالي، ولد في 4 يناير 1974.